# 顔面動脈
顔面動脈（がんめんどうみゃく）は、頭頸部の動脈の一つ。外頸動脈の枝で顔面表面の構造に栄養を供給する。

## 経路
顔面動脈は頸動脈三角にて舌動脈のわずか上方で外頸動脈より起こり、下顎枝にて保護され、顎二腹筋と茎突舌骨筋下方を斜め上方に進み、顎下腺後面の溝に入る。その後、咬筋の前下方角にて下顎体を超えて上方へ向かい、頬を超えて前上方へ進み、口角へ向かい、さらに鼻側部に沿って上昇し、眼の正中交連へと向かい、眼角動脈となる。
この血管は、頸部と顔面の両方を通る動脈で、非常に蛇行している。嚥下において、中枢側は咽頭の動きに適合する。末梢側は、下顎骨、唇、頬の動きに適合する。

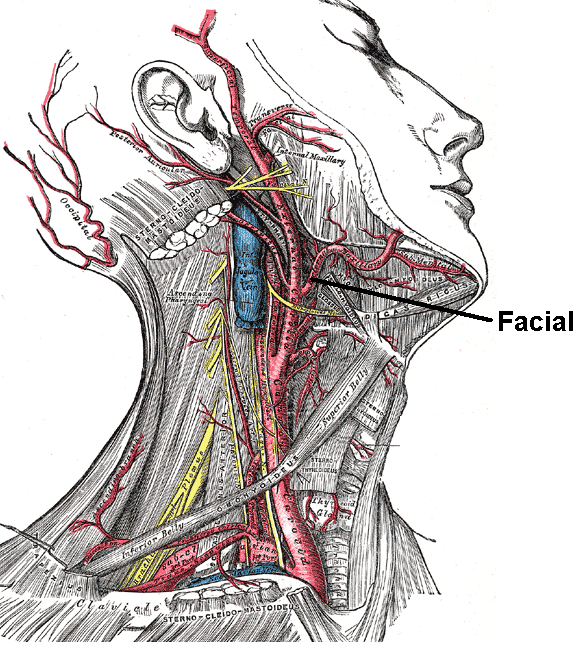
Superficial dissection of the right side of the neck, showing the carotid and subclavian artery. Branch of facial artery labeled

## 枝
顔面動脈から起こる血管として、下記のものがある。
- 頸部
  - 上行口蓋動脈
  - 扁桃枝
  - オトガイ下動脈
  - 腺枝

- 顔面
  - 下唇動脈
  - 上唇動脈
  - 外側鼻動脈
  - 眼角動脈 - 終枝

## 栄養を供給する組織
顔面動脈により栄養を供給される組織としては、下記のものがある。

### 筋肉
- 頬筋
- 口角挙筋
- 上唇挙筋
- 上唇鼻翼挙筋
- 口蓋帆挙筋
- 咬筋
- オトガイ筋
- 顎舌骨筋
- 鼻筋
- 口蓋舌筋
- 口蓋咽頭筋
- 広頸筋
- 鼻根筋
- 笑筋
- 茎突舌筋

## 追加画像

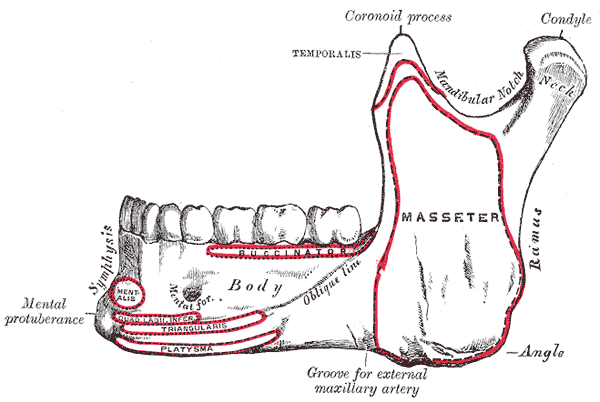
Mandible. Outer surface. Side view.
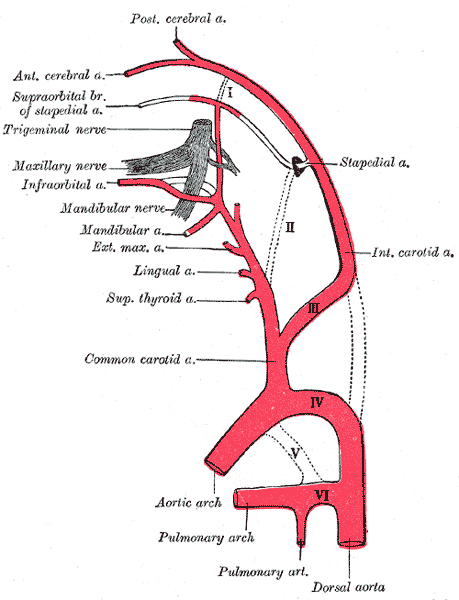
Diagram showing the origins of the main branches of the carotid arteries.
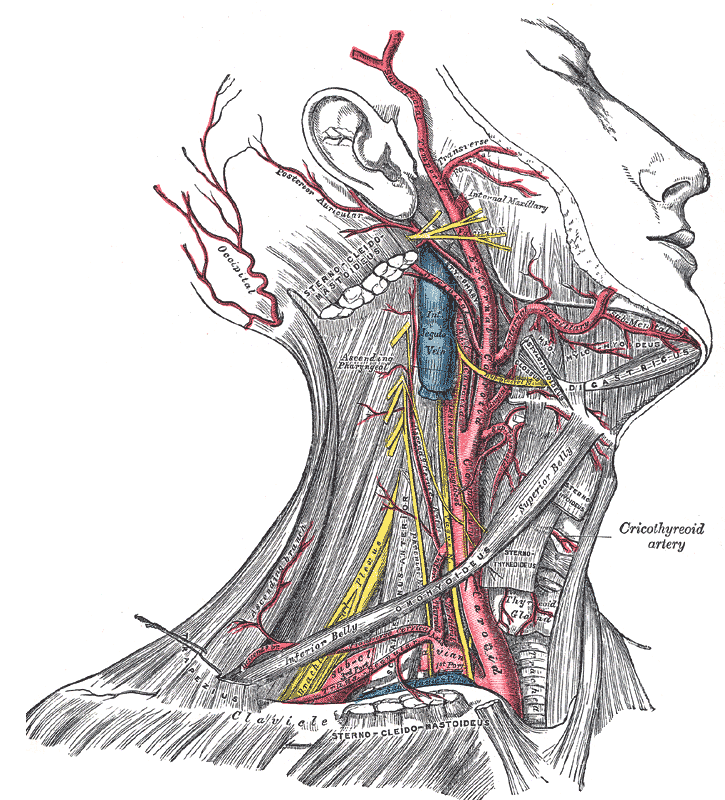
Superficial dissection of the right side of the neck, showing the carotid and subclavian arteries.
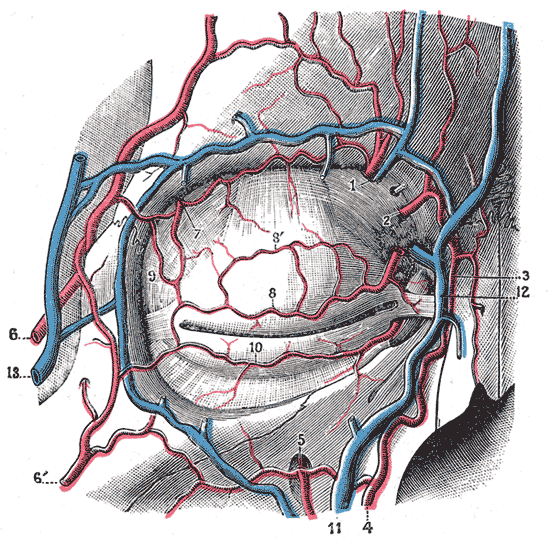
Bloodvessels of the eyelids, front view.
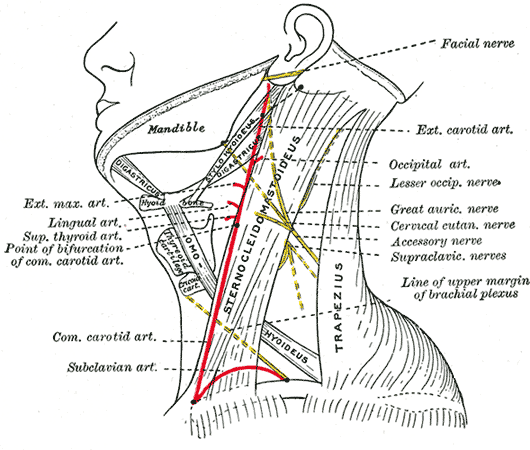
Side of neck, showing chief surface markings.
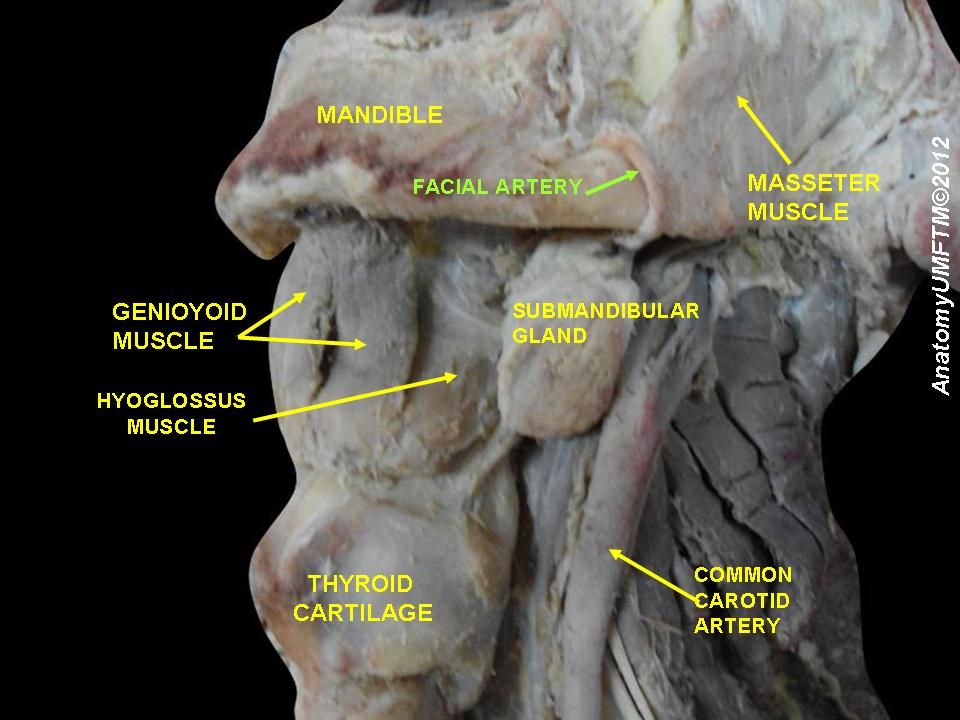
Facial atrery
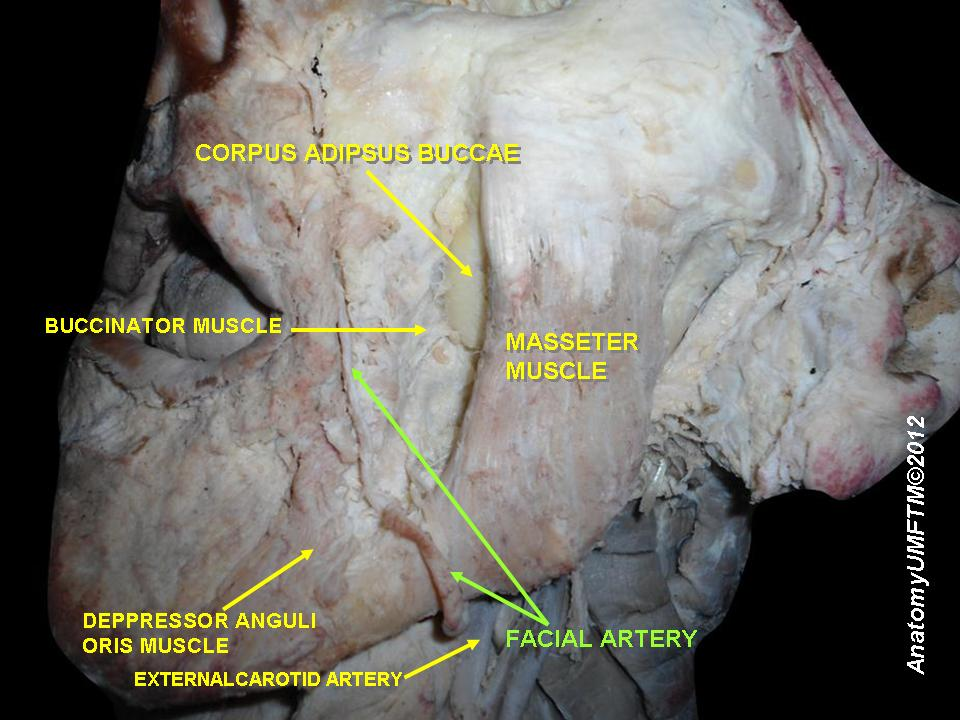
Facial artery
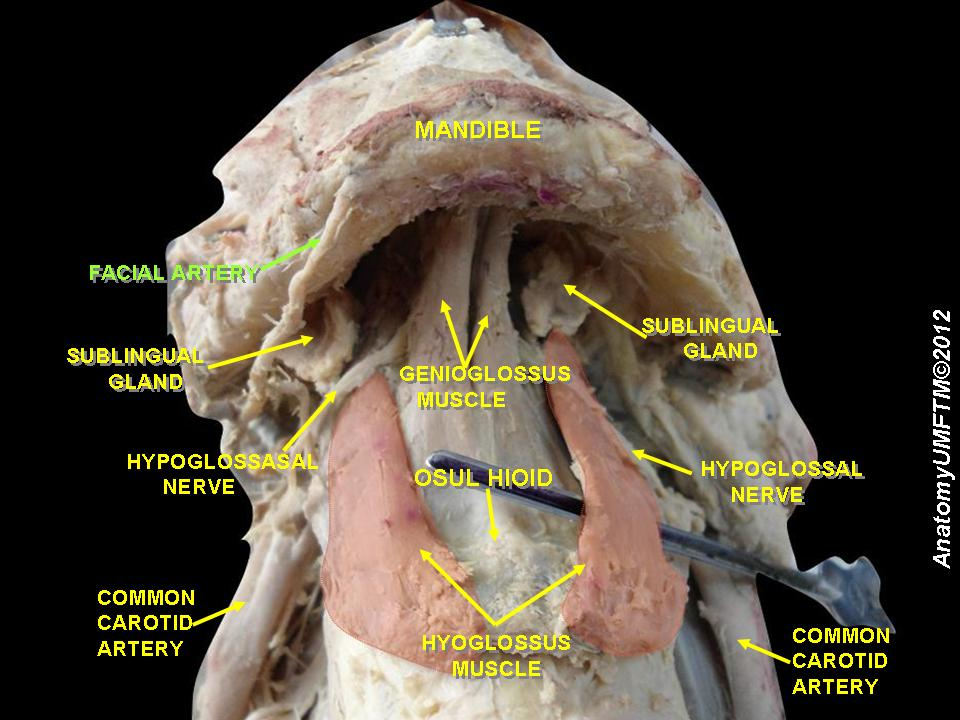
Facial artery
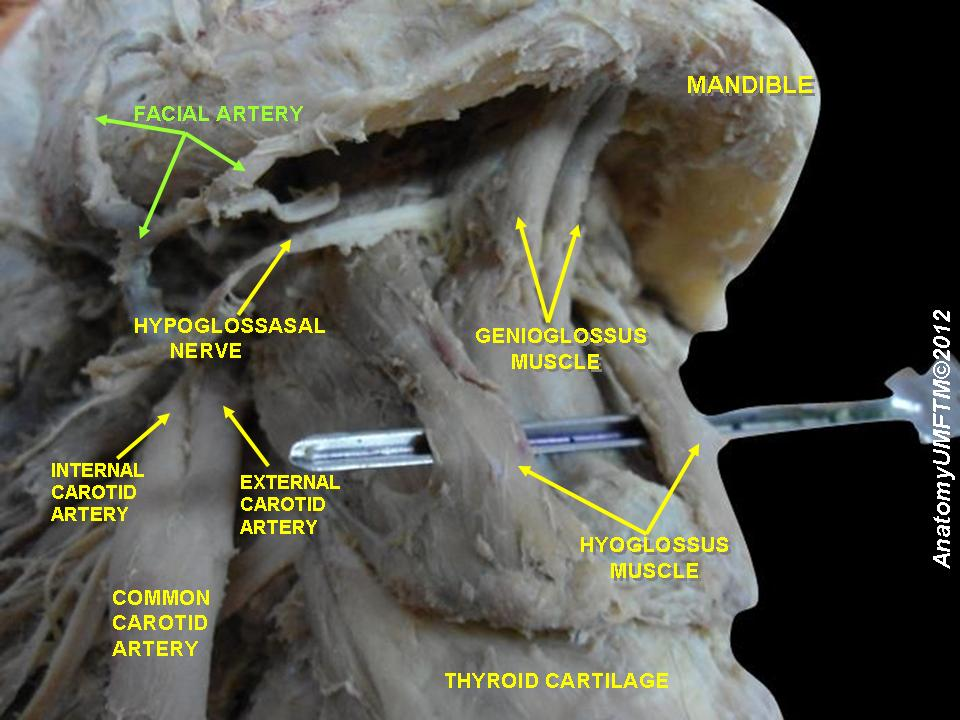
Facial artery
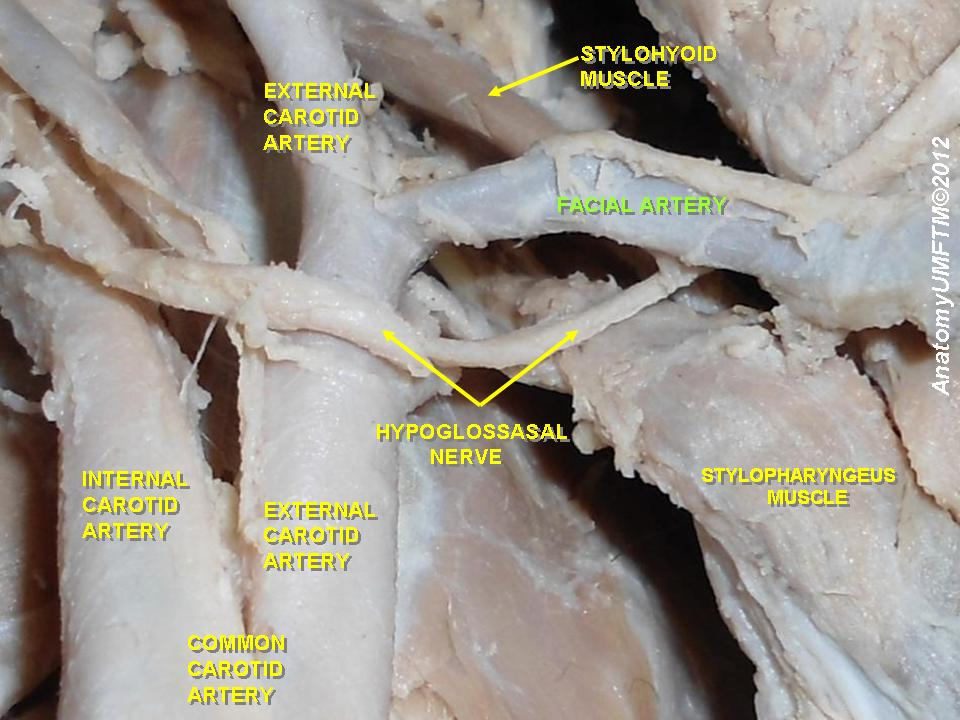
Facial artery
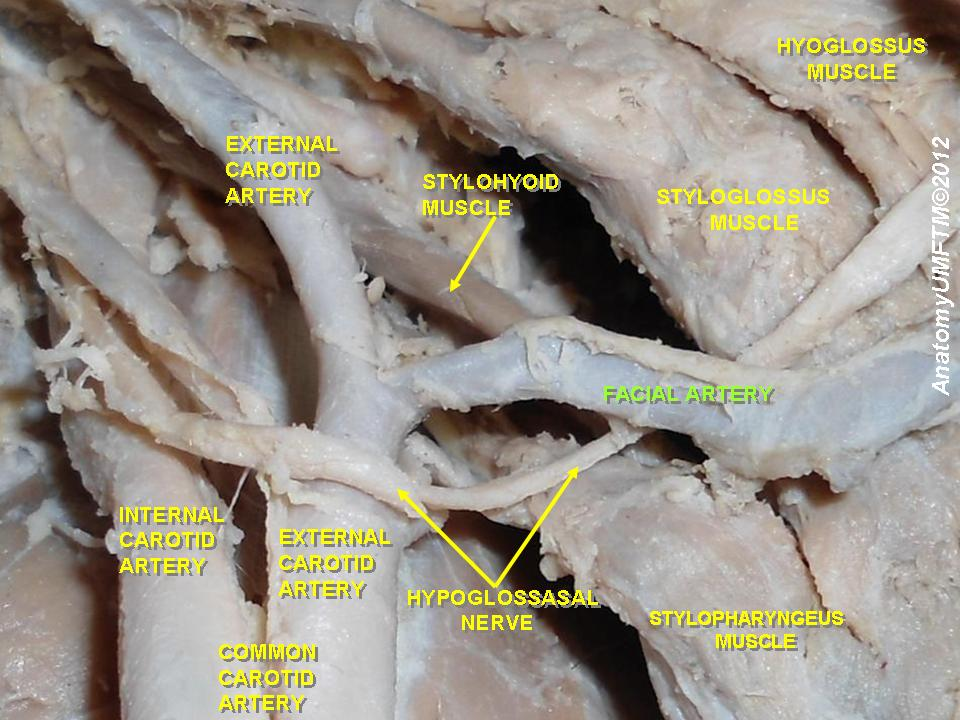
Facial artery
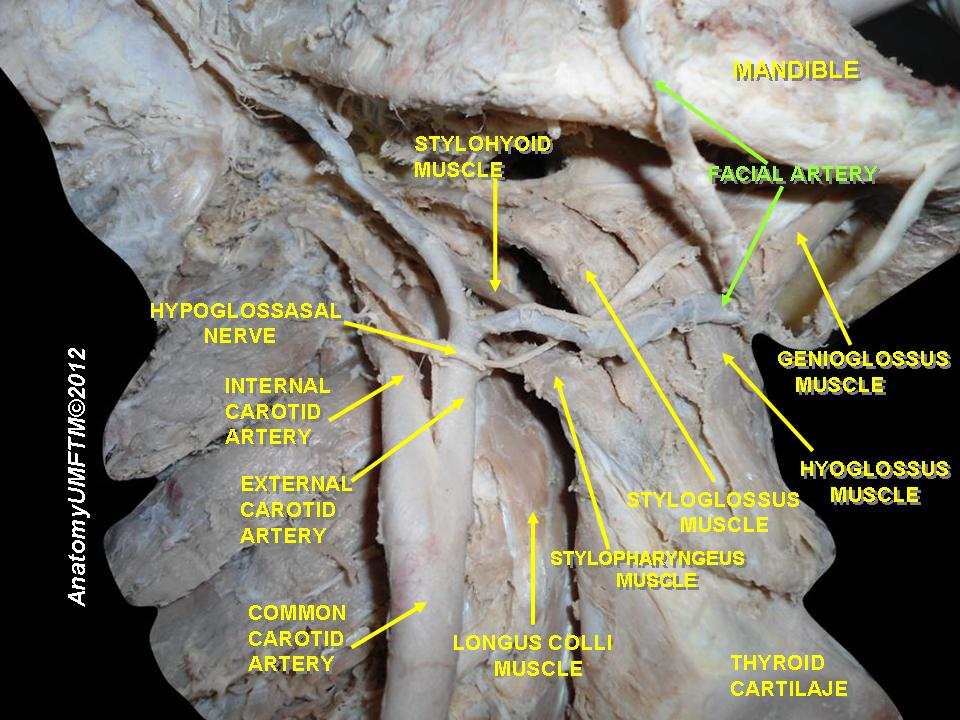
Facial artery
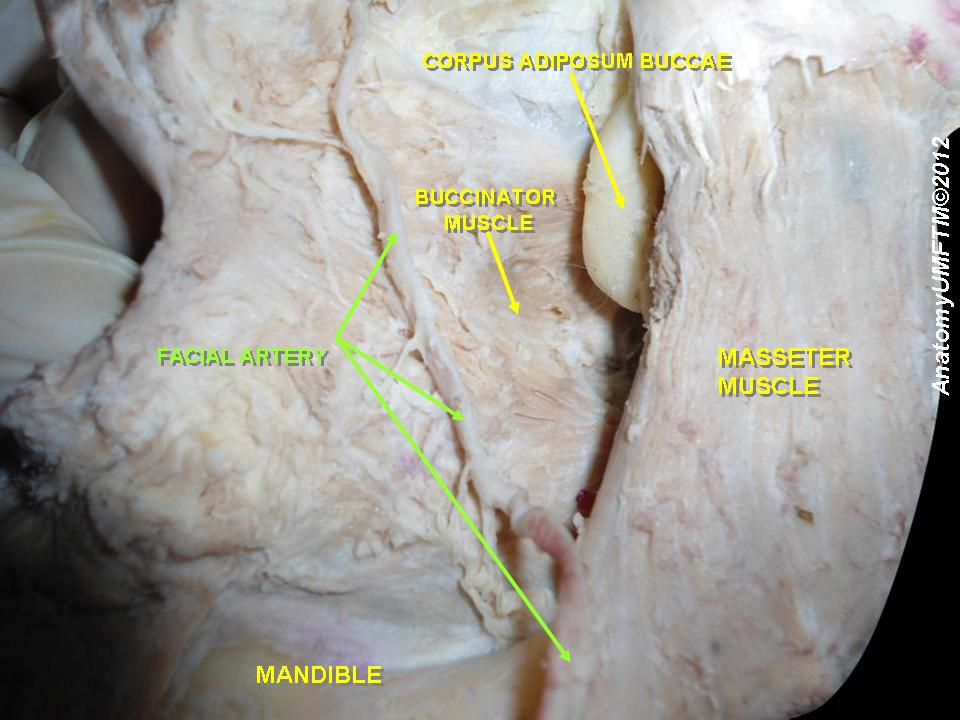
Facial artery
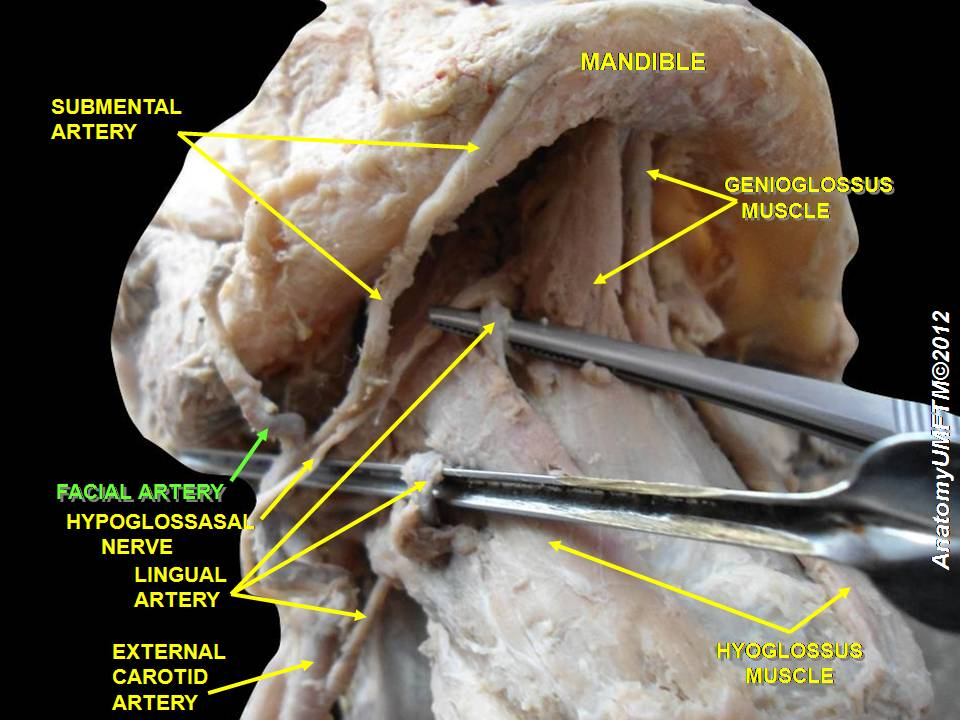
Facial artery
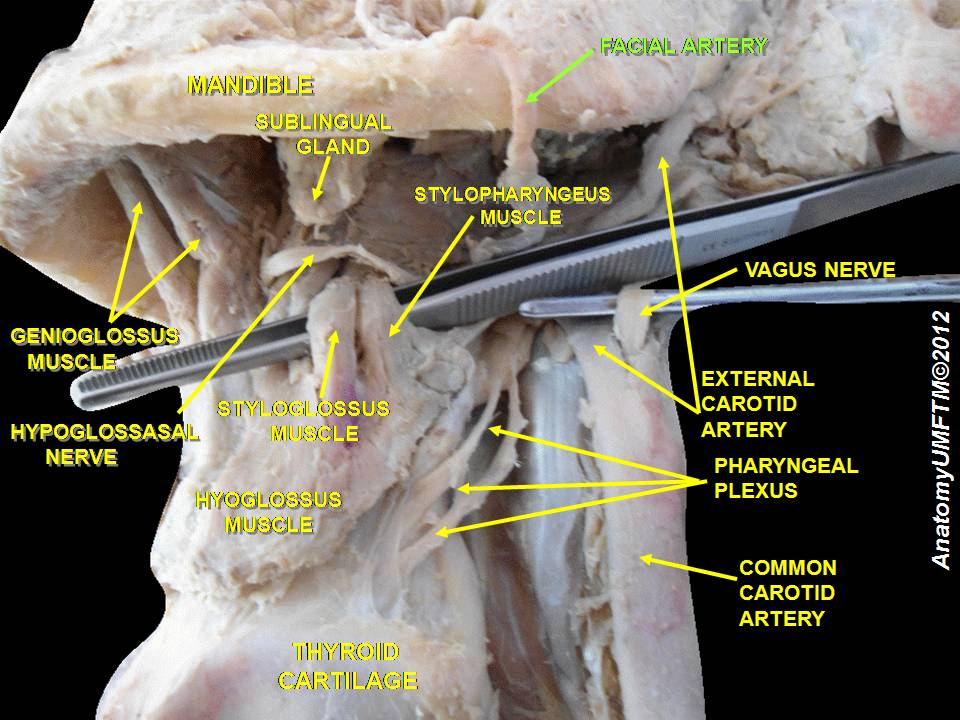
Facial artery
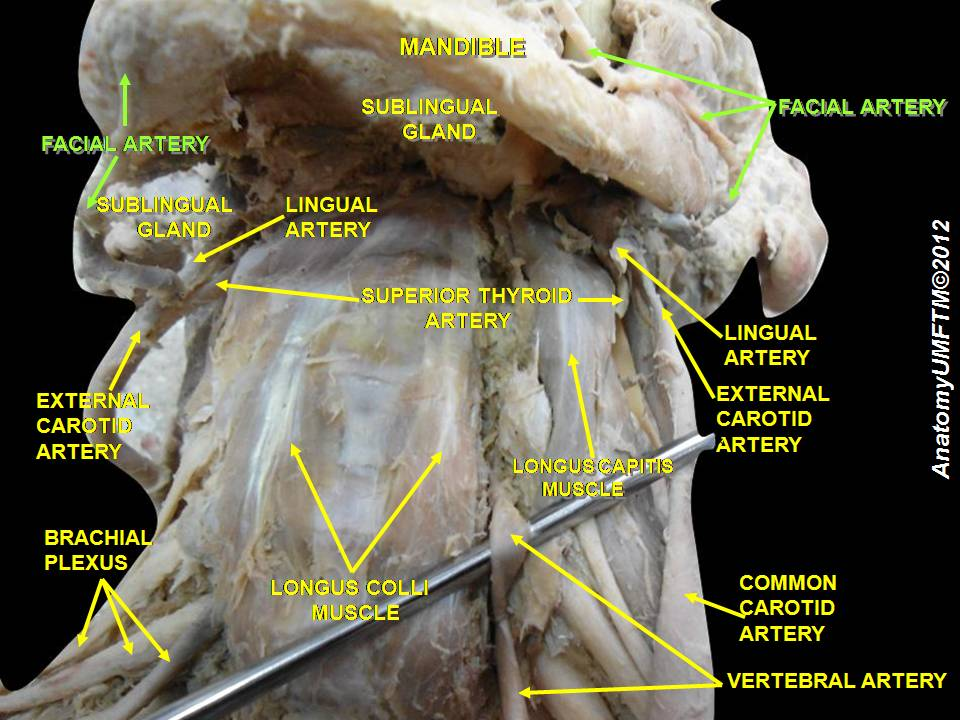
Facial artery
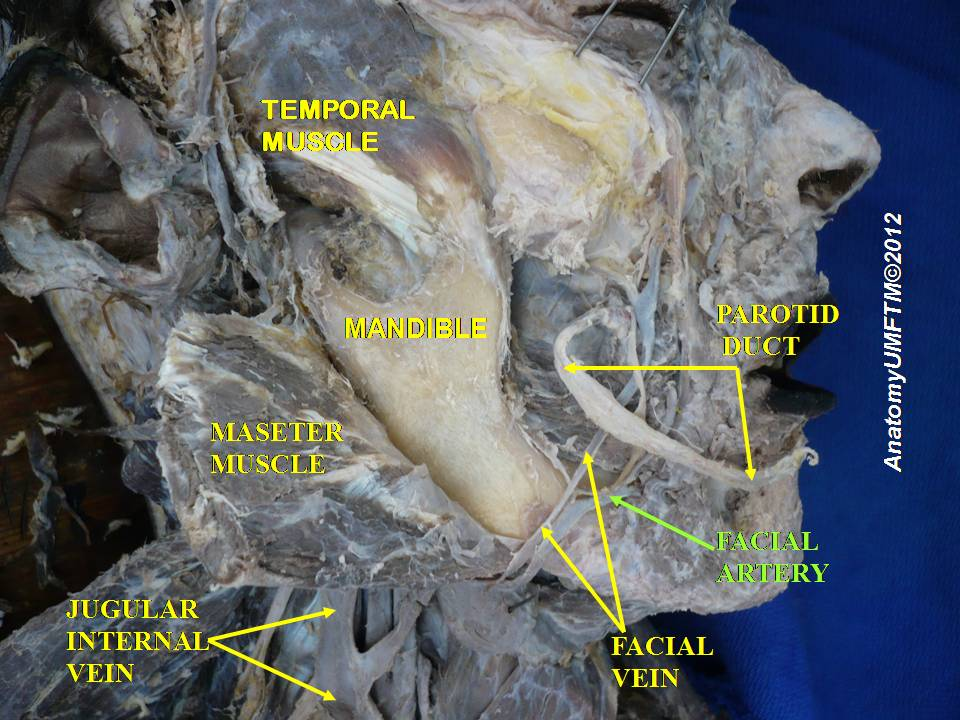
Facial artery
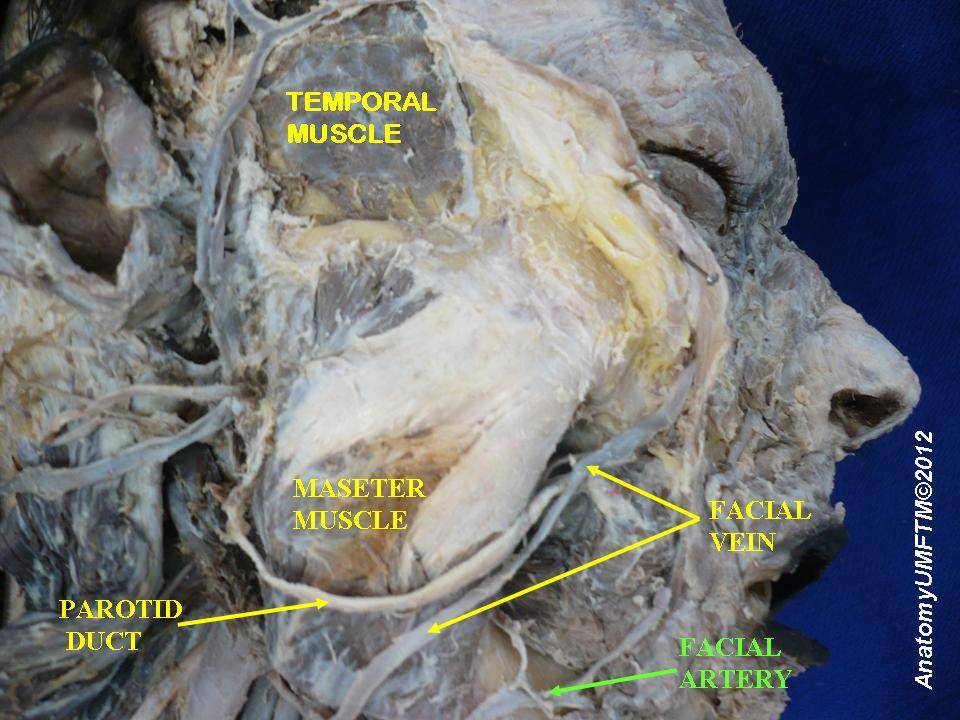
Facial artery